# Route nationale 400 (Turquie)
Pour les articles homonymes, voir Route nationale 400 (homonymie).
La route nationale D.400 est une route nationale majeure du sud de la Turquie.

## Description
Longue de 2 057 kilomètres, la route  part de Datça, au sud-ouest de la péninsule anatolienne Elle longe la côte méditerranéenne et continue parallèlement à la frontière entre la Turquie et la Syrie jusqu'au Tigre et à travers les montagnes kurdes jusqu'à Esendere à la frontière entre l'Iran et la Turquie.
Avec la D.010, la D.100, la D.300 et la D.300, la D.400 est l'un des grands axes ouest-est de Turquie. 
La D.400 traverse les villes de Marmaris, Fethiye, Antalya, Alanya, Mersin, Adana, Gaziantep, Şanlıurfa et Hakkâri et relie la route 16 en Iran. 
Entre Nizip et Cizre, la D.400 fait partie de la route européenne 90.

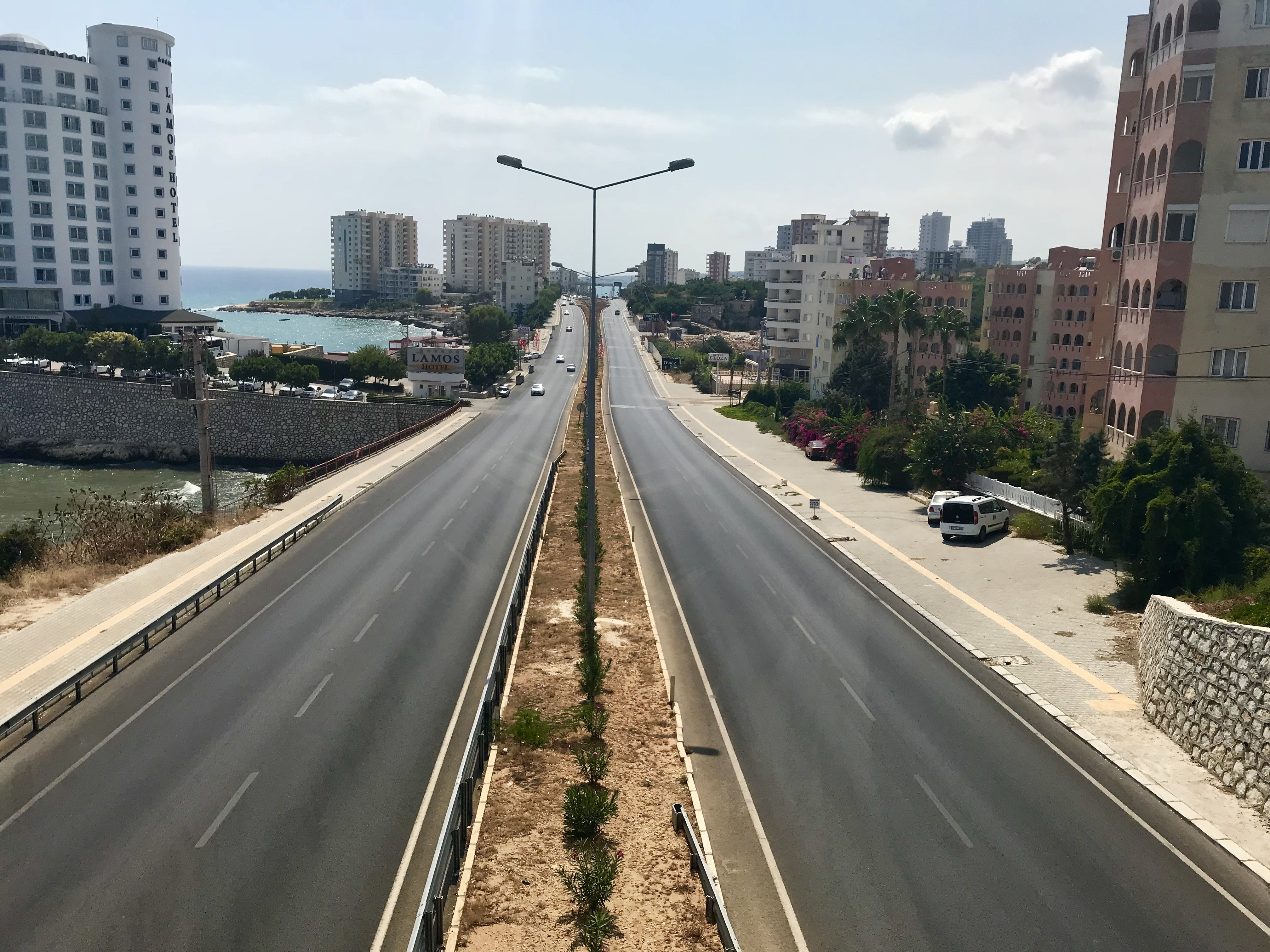
La D.400 à Ayaş.
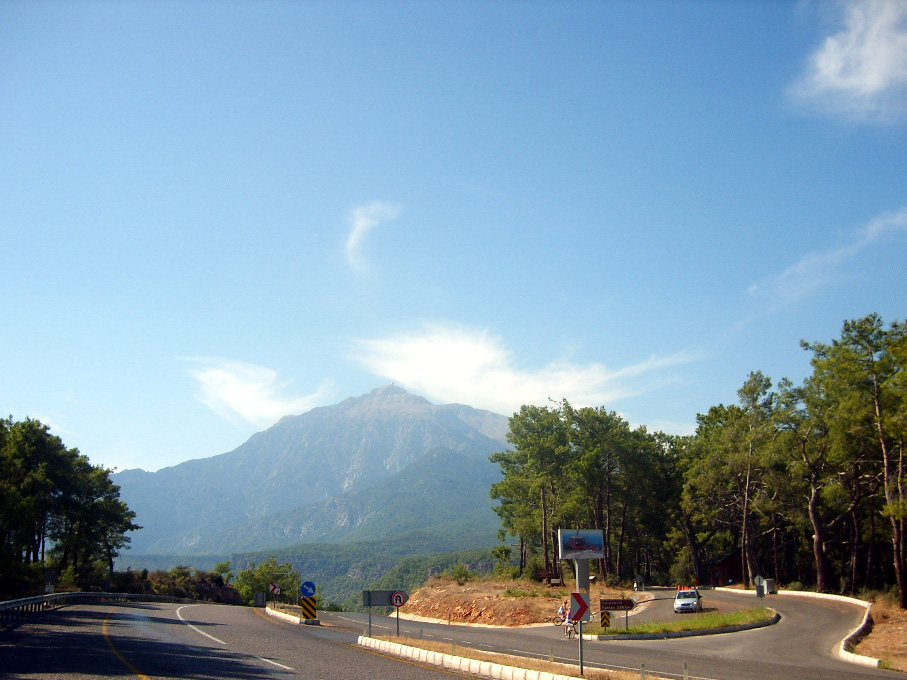
La D.400 entre Kumluca et Kemer.

## Tracé
| Km       | Villes        | Carte interactive |
| -------- | ------------- | ----------------- |
| 0 km     | Datça         |                   |
| 96 km    | Muğla         |                   |
| 195 km   | Fethiye       |                   |
| 348 km   | Demre         |                   |
| 488 km   | Antalya       |                   |
| 626 km   | Alanya        |                   |
| 807 km   | Aydıncık      |                   |
| 977 km   | Mersin        |                   |
| 1 005 km | Tarsus        |                   |
| 1 143 km | Osmaniye      |                   |
| 1 256 km | Gaziantep     |                   |
| 1 397 km | Şanlıurfa     |                   |
| 1 488 km | Viranşehir    |                   |
| 1 717 km | Cizre         |                   |
| 1 946 km | Hakkari       |                   |
| 2 016 km | Yüksekova     |                   |
| 2 056 km | Esendere (en) |                   |

## Voir  aussi